# Heleia
Heleia là một chi chim trong họ Zosteropidae.

## Các loài
- Heleia crassirostris
- Heleia dohertyi
- Heleia goodfellowi
- Heleia javanica
- Heleia muelleri
- Heleia pinaiae
- Heleia squamiceps
- Heleia squamifrons
- Heleia superciliaris
- Heleia wallacei